# Leibniz-Wissenschaftscampus Mainz: Byzanz zwischen Orient und Okzident
Der Leibniz-WissenschaftsCampus Mainz: Byzanz zwischen Orient und Okzident, seit 2021 Leibniz-WissenschaftsCampus Mainz/Frankfurt: Byzanz zwischen Orient und Okzident ist ein interdisziplinärer Forschungsverbund, der die kulturellen Transfer-, Austausch- und Rezeptionsprozesse zwischen Westeuropa und dem Orient erforscht, die von dem Byzantinischen Reich ausgingen oder an denen es beteiligt war.

## Kooperationsmodell
Das Format der WissenschaftsCampi ist eine Initiative der Leibniz-Gemeinschaft, welche darauf abzielt, eine gemeinsame strategische Schwerpunktsetzung von Universität und Leibniz-Instituten zu etablieren. Ein Leibniz-WissenschaftsCampus ist ein gemeinsamer Forschungsverbund von mindestens einer Leibniz-Einrichtung, mindestens einer Hochschule sowie dem jeweiligen Sitzland.
Der WissenschaftsCampus Mainz wurde am 1. Juli 2011 vom Römisch-Germanischen Zentralmuseum in Mainz – Leibniz-Forschungsinstitut für Archäologie (RGZM) und der Johannes Gutenberg-Universität Mainz gegründet. Weiterhin beteiligt als Kooperationspartner sind das Leibniz-Institut für Europäische Geschichte in Mainz, das Landesmuseum Mainz und das Rheinische Landesmuseum Trier. Mit Beginn der zweiten Förderphase Mitte 2019 tritt die Johann Wolfgang Goethe-Universität Frankfurt am Main als weiterer Kooperationspartner dem Forschungsverbund bei.
Initiiert wurde die Kooperation von Falko Daim (Generaldirektor des RGZM von November 2003 bis Mai 2018). Die Kooperation wurde im Zeitraum 2015 bis 2018 von der Leibniz-Gemeinschaft gefördert. Mit der Bewilligung weiterer Fördermittel in Höhe von 1,128 Mio. Euro 2018, ebenfalls seitens der  Leibniz-Gemeinschaft, wurden die Forschungs- und Studienarbeiten bis Mitte 2023 finanziell gesichert.

## Organisation
Der WissenschaftsCampus Mainz wird durch einen Vorstand geleitet, der sich aus Vertretern der beteiligten Institutionen zusammensetzt. Eine Lenkungsgruppe fungiert gemeinsam mit dem Vorstand als Entwicklungsgremium für das Forschungsprogramm. Die Qualitätssicherung erfolgt durch einen fünfköpfigen international berufenen wissenschaftlichen Beirat. Die koordinierende Geschäftsstelle ist am Römisch-Germanischen Zentralmuseum angesiedelt. Das von der Deutschen Forschungsgemeinschaft ab Oktober 2018 geförderte Graduiertenkolleg Byzanz und die euromediterranen Kriegskulturen. Austausch, Abgrenzung und Rezeption ist von der Lenkungsgruppe des WissenschaftsCampus Mainz initiiert worden und Bestandteil des Verbundes. Seit 2013 gehört ein interdisziplinäres Doktorandennetzwerk zum Verbund.

## Ziel und Konzept
Der Leibniz-Wissenschaftscampus Mainz zielt darauf ab, Forschungen und Aktivitäten zu und um Byzanz in Mainz zu konzentrieren, international sichtbar zu machen und das für die europäische Kulturgeschichte bedeutende, in der öffentlichen Wahrnehmung jedoch wenig bekannte Themenfeld als Profilschwerpunkt am Forschungsstandort nachhaltig zu verankern. Die Kooperation verfolgt das Ziel, die grundlegende Rolle von Byzanz für die europäische Kultur und Identität sowie seine Brückenfunktion in den Orient und die islamische Welt im Rahmen von Forschung, Ausbildung und Vermittlung stärker ins Bewusstsein zu rücken. Damit soll ein Beitrag zu einem gesamteuropäischen Geschichtsbild geleistet und die tief verwurzelte Vorstellung von sich vermeintlich seit Jahrhunderten gegenüber stehenden, gegeneinander abzugrenzenden Kulturen aufgebrochen werden.
Zur Umsetzung dieser Ziele wird ein über die traditionellen Grenzen der Byzantinistik und Byzantinischen Kunstgeschichte und Archäologie hinausgehender erweiterter und interdisziplinärer Ansatz verfolgt, der sowohl die antiken Wurzeln als auch das Fortwirken von Byzanz bis in die Gegenwart mit in den Blick nimmt und dazu alle relevanten Fächer und Methoden einbezieht. Die Kooperation vernetzt die Ressourcen und Kompetenzen, die zur ganzheitlichen Erforschung des Phänomens Byzanz beitragen, zu einem in Deutschland einzigartigen Forschungsnetzwerk zu diesem Themenfeld.

## Forschung und Aktivitäten
Seit 2011 sind im Rahmen des Wissenschaftscampus Mainz dutzende Forschungsprojekte initiiert, die Vortragsreihe Byzanz in Mainz etabliert sowie zahlreiche internationale Tagungen und Workshops durchgeführt worden. Den Schwerpunkt des Forschungsprogramms bildet die interdisziplinäre Bearbeitung größerer Themenkomplexe, die meist in Kooperation mit internationalen Partnern durchgeführt werden:
- Für Seelenheil und Lebensglück: Studien zum byzantinischen Pilgerwesen und seinen Wurzeln (in Kooperation mit dem Sacred Travel project der Universität Aarhus)[9]
- Das kurze Leben einer Kaiserstadt – Alltag, Umwelt und Untergang des frühbyzantinischen Caričin Grad (Iustiniana Prima?) (in Kooperation mit Wissenschaftlern des Archäologischen Instituts in Belgrad, der École française de Rome, und anderen)[10]
- Byzanz. Historisch-kulturwissenschaftliches Handbuch (11. Supplementband des Neuen Pauly)[11] (in Kooperation mit 70 Wissenschaftlern aus 18 Ländern)
- Der griechische Traktat „Über die hochgeschätzte und berühmte Goldschmiedekunst“ – Edition und interdisziplinärer Kommentar (in Kooperation mit Wissenschaftlern an der Berlin-Brandenburgische Akademie der Wissenschaften und dem Institute of Historical Research am Nationalen Hellenischen Forschungszentrum)[12]
- Contact and Discourse within Christianity. Byzanz, der lateinische Westen und die slawische Welt[13]
- Byzanz und die euromediterranen Kriegskulturen. Austausch-Abgrenzung, Rezeption (DFG-Graduiertenkolleg)[7]

Forschungsergebnisse der Kooperation werden in der Publikationsreihe Byzanz zwischen Orient und Okzident: Veröffentlichungen des Leibniz-WissenschaftsCampus Mainz, die im Verlag des Römisch-Germanischen Zentralmuseums erscheint, sowie in Fachzeitschriften veröffentlicht. Der Vermittlung von Forschungsergebnissen dienen öffentlichkeitswirksame Aktivitäten wie die Ausstellung Byzanz und der Westen – 1000 vergessene Jahre auf der Schallaburg bei Melk in Niederösterreich (17. März – 11. November 2018), die in Zusammenarbeit mit der Österreichischen Akademie der Wissenschaften und der Universität Wien umgesetzt wurde, die Vortragsreihe Byzanz in Mainz oder Publikationen in populären Organen. Beispielsweise beschäftigte sich die Ausgabe 4/2018 der archäologisch-kulturwissenschaftlichen Zeitschrift Antike Welt unter dem Titel „Byzanz“ mit den Forschungsergebnissen und Arbeitsbereichen des Mainzer Leibniz-Wissenschaftscampus.
Der WissenschaftsCampus Mainz hat seit seiner Gründung durch seine Forschungen und Aktivitäten, internationale Kooperationen, Tagungen, die Publikationsreihe „Byzanz zwischen Orient und Okzident“, Gasteinladungen, das Wolfgang Fritz-Volbach Fellowship sowie die Beteiligung am „Princeton graduate exchange in Late Antique, Byzantine and early Medieval History“ der Zersplitterung der zahlreichen mit Byzanz als Nachbarkultur befassten Fächer entgegengewirkt. Dadurch wurde das derzeit größte Zentrum für Byzanzforschung in Deutschland etabliert, das auch international Beachtung findet.